# Chalenata quella
Chalenata quella är en fjärilsart som beskrevs av Dyar 1914. Chalenata quella ingår i släktet Chalenata och familjen nattflyn. Inga underarter finns listade i Catalogue of Life.